# XVI Korpus Armijny (III Rzesza)
XVI Korpus Armijny (niem. Generalkommando XVI. Armeekorps (mot.)) – niemiecki korpus armijny, uczestniczył w agresji na Polskę i na Francję oraz w ataku na Związek Radziecki.

## Historia
Korpus został zorganizowany w lutym 1938 roku w Berlinie jako XVI Korpus Zmotoryzowany. Od momentu powstania stał się dowództwem wyższego szczebla dla organizowanych w tym okresie dywizji pancernych i zmotoryzowanych dywizji piechoty. W składzie 10 Armii uczestniczył w zajęciu Czechosłowacji przez III Rzeszą. Latem 1939 roku został zmobilizowany i wszedł w skład 10 Armii (Grupa Armii Południe). 
Od 1 września 1939 roku brał udział w agresji na Polskę, walcząc z oddziałami Wojska Polskiego. W I fazie agresji atakował oddziały Wołyńskiej Brygady Kawalerii. Rozbił też północne skrzydło wojsk Armii Kraków zmuszjąc ją do wycofania się na linię Wisły i Sanu.  Żołnierze 4 DPanc należącej do XVI KA zamordowali po torturach jednego z dwóch jeńców polskich wziętych do niewoli pod Radomskiem. Obcięli mu język, uszy i nos. 
W grudniu 1939 roku został przerzucony do Nadrenii, gdzie wszedł w skład 6 Armii (Grupa Armii B). W maju 1940 roku brał udział w agresji na Francję. We wrześniu 1940 roku skierowany do Prus Wschodnich, gdzie wszedł w skład 18 Armii. 
W 1941 roku uczestniczył w ataku na Związek Radziecki pod nazwą 4 Grupa Pancerna.
W dniu 1 stycznia 1942 roku 4 Grupa Pancerna została przekształcona w 4 Armię Pancerną.

## Dowódcy korpusu
- gen. Heinz Guderian[7]
- gen. Erich Höpner[8] (1938 - 1941)

## Struktura organizacyjna
Skład we wrześniu 1939 roku:
- 1 Dywizja Pancerna
- 4 Dywizja Pancerna
- 14 Dywizja Piechoty
- 31 Dywizja Piechoty

Skład w październiku 1939 roku:
- 7 Dywizja Piechoty
- 31 Dywizja Piechoty
- 14 Dywizja Piechoty
- 3 Dywizja Pancerna

Skład w grudniu 1939 roku:
- 7 Dywizja Piechoty
- 31 Dywizja Piechoty
- 14 Dywizja Piechoty

Skład w czerwcu 1940 roku:
- 3 Dywizja Pancerna
- 4 Dywizja Pancerna
- 20 Dywizja Piechoty

Skład (XVI KA przekształconego w 4 Gr.Panc.) 22 czerwca 1941 roku:
- XXXXI Korpus Pancerny
- LVI Korpus Pancerny